# 工伤证
工伤证為中華人民共和國發給的一種職業傷害認證，由《工伤保险条例》為法規，各地方政府社保局申请办理。
职工被认定为工伤或视同工伤，并经劳动能力鉴定委员会鉴定的，由统筹地区劳动保障行政主管部门15个工作日内发放工伤证，作为记载工伤情况，享受工伤保险待遇的凭证。自劳动能力鉴定结论做出之日起，以1年为周期，定期到定点医疗机构复查。职工劳动能力经鉴定发生变化的，由劳动能力鉴定委员会确认后，对工伤证进行变更登记。
工伤长期待遇申请，审核拨付给参保单位或参保人员家属。